# Goshen (Vermont)
Goshen es un pueblo ubicado en el condado de Addison en el estado estadounidense de Vermont. En el año 2010 tenía una población de 164 habitantes y una densidad poblacional de 2,96 personas por km².

## Geografía
Goshen se encuentra ubicado en las coordenadas 43°52′11″N 73°1′15″O / 43.86972, -73.02083.

## Demografía
Según la Oficina del Censo en 2000 los ingresos medios por hogar en la localidad eran de $36,500 y los ingresos medios por familia eran $58,750. Los hombres tenían unos ingresos medios de $32,500 frente a los $25,938 para las mujeres. La renta per cápita para la localidad era de $17,031. Alrededor del 9.3% de la población estaban por debajo del umbral de pobreza.